# Heteropoda longa
Espèce
Heteropoda longa est une espèce d'araignées aranéomorphes de la famille des Sparassidae.

## Distribution
Cette espèce est endémique du Guizhou en Chine,. Elle se rencontre dans le xian de Jiangkou.

## Description
La femelle holotype mesure 14,1 mm.

## Systématique et taxinomie
Cette espèce a été décrite par Korai et Jäger en 2024.

## Publication originale
- Korai & Jäger, 2024 : « Five new species of the spider genus Heteropoda Latreille, 1804 (Araneae: Sparassidae) from China. » European Journal of Taxonomy, vol. 947, p. 109-129 (texte intégral).